# Superplie
De superplie of superpellicum (Latijn: superpelliceum), ook wel koorhemd genoemd, is een wijd, wit linnen hemd, dat reikt tot aan de knieën en gedragen wordt over de toog. Het behoort tot de liturgische gewaden van de Katholieke Kerk. Soms is het koorhemd strak van vormgeving, maar brede stroken kant, haakwerk of borduurwerk zijn ook heel gewoon. Soms bestaat een superplie vanaf de zoom op de knieën tot aan de oksels geheel uit kant (in Nederland alleen nog op hoogfeesten met enige schroom gedragen).
Een rochet (soms uitgesproken als: roket) is een superplie met minder wijde mouwen die door prelaten gedragen wordt.

## Priester

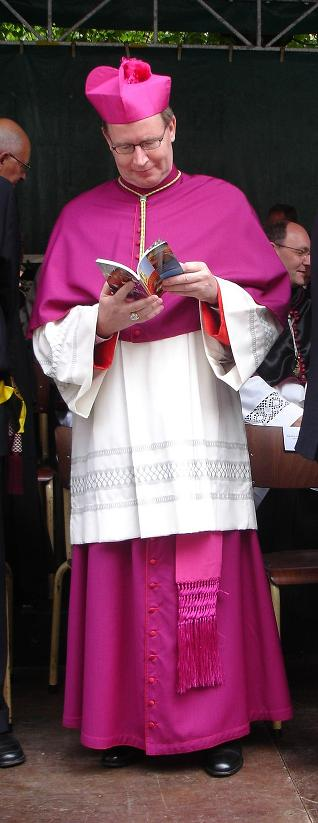
Mgr Eijk, toen hij nog bisschop was van het Bisdom Groningen-Leeuwarden

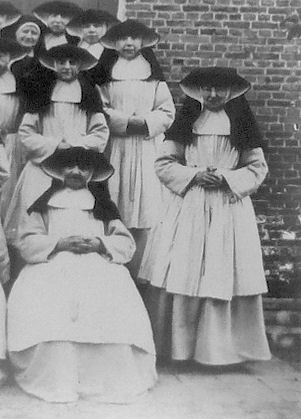
De zusters van Roosenberg in koorkleding met superplie, Waasmunster, ca 1920

Door priesters kan de superplie worden gedragen tijdens het dopen, hij draagt er dan een stola overheen. Ook tijdens het lof, gewone sacramentsuitstelling of sacramentsprocessie draagt de priester normaliter een superplie, met daarover de stola, koorkap en eventueel een velum. De priester draagt nooit een superplie tijdens het celebreren van de eucharistie.

## Acolieten en misdienaars
De misdienaars en acolieten droegen in de geschiedenis altijd een albe (een superplie tot aan de voeten, dus geen kovelgewaad). In de loop der eeuwen is deze steeds verkort en uiteindelijk veranderd in de versie zoals wij hedendaags de superplie kennen. Tegenwoordig wordt er vaak een albe gedragen (al wordt dit door sommigen beschouwd als het rondlopen in liturgisch ondergoed). De laatste paar jaar begint de traditionele toog-en-superplie-combinatie toch langzaam weer terug te komen (vooral in de parochies met een behoudende priester en in traditionalistische kerken). In tegenstelling tot de Franse (korte) versie, wordt de traditionele (lange) superplie vaak uitgekozen.
Misdienaars en acolieten dragen officieel in een 'normale' mis een zwarte toog plus een witte superplie. In sommige parochies wordt tijdens feesten en bijzondere aangelegenheden ook wel een rode toog dragen, maar zeker tijdens de vastenperiode is de toog altijd zwart of paars. Serviënten dragen altijd een zwarte toog plus een witte superplie/albe. Een koster draagt ook altijd een zwarte toog met superplie als hij tijdens de Heilige Mis op het priesterkoor of bij het altaar moet zijn.
Binnen de Tridentijnse mis dragen de ceremoniarius en de thuriferarius in sommige kerken, met uitzondering van een requiem mis, in de vastentijd en de goede week, een luxere superplie met een bredere dan wel gekleurde kantstrook. En onderscheiden zich daarmee van de overige misdienaars en acolieten.
Contemplatieve monniken dragen tijdens het dienen van de eucharistie vaak een kovel, al komt ook de superplie wel voor. In dat geval dragen ze die over hun habijt, waarbij de kap aan de achterkant over de superplie valt. Dragen ze echter een albe, dan wordt er over de normale kap een kap van wit linnen geschoven.

## Oorsprong en regionale verschillen
De oorsprong van de superplie ligt in de albe; in feite is het een afgekorte variant daarvan. In tegenstelling tot de meeste andere gewaden toont de superplie een grote regionale variatie.
In Groot-Brittannië zijn de mouwen van de superplie extreem wijd, ongeveer zoals bij de kovel die monniken dragen tijdens het koorgebed. De Britse superplie sluit niet met een strikje, maar heeft een wijde, ronde halsopening. Britse superplies hebben zelden kant of haakwerk.
In Duitsland hebben de superplies drie plooien aan de voor- en aan de achterkant. Ze hebben, net als in Engeland, geen strikje, maar de halsopening is vierkant. De Duitse superplie zonder kant is tegenwoordig ook in Nederland en Vlaanderen erg gewild. De Britse wordt door koren veel gedragen, maar niet vaak door misdienaars en acolieten. De wijde mouwen ervan vegen namelijk weleens kleinere voorwerpen van de credens.

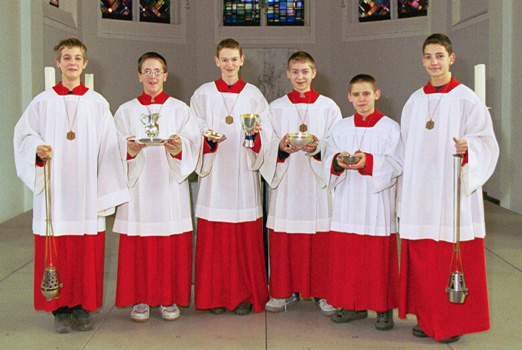
Misdienaars in toog en superplie